# Eschweilera klugii
Eschweilera klugii är en tvåhjärtbladig växtart som beskrevs av Reinhard Gustav Paul Knuth. Eschweilera klugii ingår i släktet Eschweilera och familjen Lecythidaceae. Inga underarter finns listade i Catalogue of Life.